# Småtjärnarna (Anundsjö socken, Ångermanland, 706355-161421)
Småtjärnarna är en sjö i Örnsköldsviks kommun i Ångermanland och ingår i Moälvens huvudavrinningsområde.